# Ołeksij Antonow
Ołeksij Hennadijowycz Antonow, ukr. Олексій Геннадійович Антонов (ur. 8 maja 1986 roku, w Pawłohradzie, w obwodzie dniepropetrowskim, Ukraińska SRR) – ukraiński piłkarz, grający na pozycji napastnika, reprezentant Ukrainy.

## Kariera piłkarska

### Kariera klubowa
Wychowanek Internatu Sportowego w Dniepropetrowsku oraz klubu Dnipro Dniepropetrowsk. W 2003 rozpoczął karierę piłkarską w drugiej drużynie Dnipra. W 2004 został piłkarzem rosyjskiego Kubania Krasnodar. W 2007 powrócił do Ukrainy, gdzie bronił barw Metalista Charków. Na początku 2008 został wypożyczony do Zorii Ługańsk. W lipcu 2010 podpisał na rok kontrakt z Illicziwcem Mariupol. Po wygaśnięciu kontraktu w maju 2011 powrócił do Dnipra Dniepropetrowsk. Od rundy wiosennej sezonu 2011/12 do czerwca 2013 grał na zasadach wypożyczenia w Krywbasie Krzywy Róg. 1 lipca 2013 roku przeszedł do Czornomorca Odessa. 12 czerwca 2014 roku podpisał 2,5 letni kontrakt z kazachskim FK Aktöbe. 19 czerwca 2014 przeniósł się do azerskiego FK Qəbələ. 20 lipca 2016 opuścił azerski klub. Na początku 2017 został piłkarzem węgierskiego Gyirmót FC, a w latem 2017 powrócił do Czornomorca Odessa. 16 lutego 2018 opuścił odeski klub, a 1 marca 2018 podpisał kontrakt z łotewskim FK Ventspils. 11 lipca 2018 za obopólna zgodą kontrakt został anulowany.

### Kariera reprezentacyjna
Występował w juniorskich reprezentacjach Ukrainy różnych kategorii wiekowych. W 2007 bronił barw młodzieżowej reprezentacji Ukrainy. 10 sierpnia 2011 roku debiutował w narodowej reprezentacji Ukrainy w przegranym 0:1 meczu towarzyskim ze Szwecją.

## Sukcesy
- brązowy medalista Mistrzostw Ukrainy: 2006/07
- wicemistrz Rosyjskiej Pierwszej Dywizji: 2006